# USS Santee (CVE-29)
Сенти (USS Santee (CVE-29)) — эскортный авианосец США. Один из 4 авианосцев типа «Сэнгамон». Представлял собой переоборудованный танкер (бывший англ. Esso Seakay, AO-29). До приобретения флотом был в собственности компании «Стандард Ойл оф Нью-Джерси». Исходный проект имел обозначение T3-S2-A1.
После ввода в состав флота, служил в Атлантике. Участвовал во Второй мировой войне. Был повреждён атакой камикадзе 25 октября 1944 года.
С декабря 1943 по март 1944 находился в ремонте, после которого был переведен на Тихий океан.
Обеспечивал десантные операции у о. Новая Гвинея (апрель 1944), Марианских островов (июнь — июль 1944), у о. Моротай (сентябрь 1944), в зал. Лейте (октябрь 1944), у о. Окинава (март — май 1945)
25 октября 1944 года, во время сражения в заливе Лейте, торпеда с японской субмарины I-56 попала в среднюю часть корпуса, в правый борт. Из-за затопления ряда помещений корабль получил не спрямляющийся крен 6°. Своим ходом вернулся в базу.
Оставался в строю по 1946 год. Продан на слом в 1959 году. Сдан на слом в 1960 году.